# 彼得·格林 (布烈頓)
《彼得·格林》（Peter Grimes）是本杰明·布里顿创作的一部歌剧，剧本由蒙塔古·斯莱特改编自乔治·克雷布著作《The Borough》中的同名诗作，剧情设定为19世纪中期的萨福克郡乡村，彼得·格赖姆斯是一个被村民冤枉的渔夫，最终沉海自尽。1945年6月7日，这部作品于萨德勒井上演，指挥家为雷金纳德·古道尔。